# Station Belvès
Station Belvès is een spoorwegstation in de Franse gemeente Pays de Belvès.